# Route départementale 117 (Essonne)
Pour les articles homonymes, voir Route départementale 117.
La route départementale 117 est une route départementale située dans le département français de l'Essonne et dont l'importance est aujourd'hui restreinte à la circulation routière locale.

## Itinéraire
La route départementale 117 suit un parcours nord-ouest / sud à travers le département, reliant entre elles les vallées de la Bièvre, de l'Yvette, de l'Orge et de la Juine, entre la limite du département des Yvelines à Bièvres et Saint-Vrain.
- Bièvres : elle démarre son parcours en réalité à une centaine de mètres de la limite avec le département voisin des Yvelines à Jouy-en-Josas, à l'intersection avec la route départementale 446, en contrebas du campus d'HEC Paris. Elle entre sur le territoire de Bièvres en prenant l'appellation de route de Jouy puis elle rencontre la route départementale 53 et prend l'appellation de route de Corbeil pour passer sous la route nationale 118 et d'emprunter le tracé parallèle à la route départementale 444 avant de quitter le territoire.
- Igny : elle devient la rue Gabriel-Péri ; en passant devant l'hôtel de ville, elle devient l'avenue de la Division-Leclerc puis la rue Ambroise-Croizat, l'avenue du Président-Kennedy avant de rencontrer la route départementale 60 pour devenir l'avenue Jean-Jaurès et marquer la limite avec Massy en passant à proximité du château de Vilgénis.
- Massy : elle prend l'appellation de route de Palaiseau et passe par un pont au-dessus de la ligne de Grande Ceinture empruntée par la ligne C du RER d'Île-de-France.
- Palaiseau : elle entre en longeant l'ancienne route nationale 444 et devient l'avenue des Alliés ; un pont permet la traversée de cette ancienne nationale, un second pour passer au-dessus de la ligne de Sceaux utilisée par la ligne B du RER d'Île-de-France avant d'être rejointe par la route départementale 156 et devient l'avenue de Stalingrad. À la place Raoul-Bonnamy démarre le tracé de la route nationale 988, un viaduc permet ensuite de passer au-dessus de l'autoroute A10.
- Champlan : à l'entrée dans la commune, un pont et un échangeur autoroutier marque l'intersection avec la route départementale 188 et la route départementale 59 ; elle prend l'appellation de route de Versailles. À la sortie du centre-bourg, un pont permet son passage au-dessus de la route nationale 20 avant de quitter le territoire.
- Longjumeau : elle devient la rue du Général-Leclerc, traverse la place Charles-Steber où elle rencontre la route départementale 118 dont elle partage une partie du tracé sous l'appellation rue du Président-François-Mitterrand, un pont permettant de traverser l'Yvette. Dans le centre-ville, elles se séparent, la RD 117 devenant la route de Corbeil jusqu'à sa sortie du territoire de la commune.
- Épinay-sur-Orge : elle prend l'appellation de Grande rue puis de rue de Corbeil à partir de la place des Monseaux puis passe sous la ligne de Paris-Austerlitz à Bordeaux-Saint-Jean, utilisée par la ligne C du RER d'Île-de-France à proximité de la gare d'Épinay-sur-Orge.
- Villemoisson-sur-Orge : elle conserve l'appellation précédente, un pont permettant le passage au-dessus de l'Orge avant la confluence avec l'Yvette. Elle rencontre ensuite la route départementale 25 puis la route départementale 257 et conserve son nom.
- Morsang-sur-Orge : elle marque la limite entre les deux communes en conservant son appellation et elle est rejointe par la route départementale 77.
- Sainte-Geneviève-des-Bois : elle conserve le même nom ; place Saint-Exupéry, elle rencontre la route départementale 46 et la route départementale 296. Elle devient ensuite la rue de la Mare-au-Chanvre et arrive à l'échangeur autoroutier avec la Route nationale 104 avant son entrée dans la zone d'activités de La Croix-Blanche.
- Le Plessis-Pâté : elle entre par le nord et reprend l'appellation de route de Corbeil ; elle longe ensuite la route départementale 19 puis s'en écarte pour traverser le centre-ville.
- Brétigny-sur-Orge : elle prend l'appellation de rue Albert-Camus puis d’avenue Charles-de-Gaulle ; place Arthur-Rimbaud, elle devient l'avenue Maryse-Bastié, puis l'avenue du Colonel-Rozanoff et l'avenue de la Commune-de-Paris avant de rencontrer à nouveau la RD 19.
- Marolles-en-Hurepoix : elle matérialise la limite entre les deux communes et devient la route de Leudeville.
- Leudeville : elle entre dans le centre-bourg et devient la rue de la Croix-Boissée ; elle rencontre la route départementale 26 et devient la Grande rue puis la rue du Bois-Bouquin en suivant le même tracé. Elle s'en sépare et devient la route de Saint-Vrain.
- Saint-Vrain : elle entre à l'extrême nord et rencontre la route départementale 8 pour devenir le chemin Madame sur le même tracé. Les deux voies entre dans le bourg et rencontre la route départementale 17, prolongement de la RD 117 entre Étampes et Mennecy.